# Радиологический центр Тюменского областного онкологического диспансера
Радиологи́ческий центр Тюме́нского областно́го онкологи́ческого диспансе́ра (Тюменский радиологический центр) — медицинское учреждение в Тюмени, предоставляющее полный спектр услуг в области ядерной медицины (однофотонная эмиссионная компьютерная томография, позитронно-эмиссионная томография, радионуклидная терапия). Полное официальное наименование: Радиологический центр Государственного бюджетного учреждения здравоохранения Тюменской области «Областной онкологический диспансер». Здесь впервые в России применена концепция, объединяющая радиоизотопную диагностику и терапию под крышей одного здания.

## История

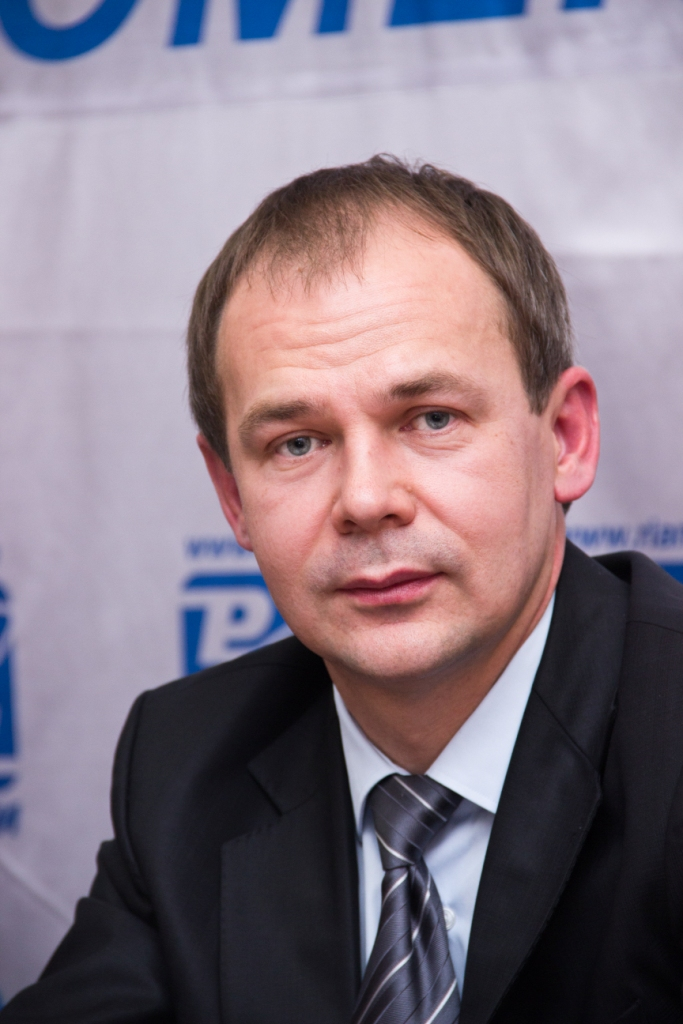
Заведующий Радиологическим центром В. Г. Елишев. 2013 год

В ноябре 2006 года руководством Тюменской области было принято решение о строительстве нового комплекса для областного онкологического диспансера, Радиологический центр стал его первой очередью. Строительство здания начато в 2009 году, официально центр образован в апреле 2011 года, его возглавил заведующий радиологическим отделением № 1 Тюменского областного онкодиспансера, главный радиолог Департамента здравоохранения Тюменской области Владимир Геннадьевич Елишев.
Строительство осуществлялось на средства областного бюджета, заказчиком выступало государственное бюджетное учреждение Тюменской области «Дирекция строительства специальных объектов». Проект разработал тюменский проектный институт «НИИПлесдрев», комплектацию оборудованием осуществляла компания Siemens. Тюменский радиологический центр стал 4-й по счёту в России специализированной клиникой ядерной медицины (после обнинского МРНЦ, ПЭТ-центров в Челябинске и Магнитогорске).
Приём пациентов начался в конце февраля 2012 года, на полную мощность центр вышел к августу того же года. За 2012 год центр провёл более 3 тысяч процедур однофотонной эмиссионной компьютерной томографии (ОФЭКТ), 665 — позитронной эмиссионной томографии, совмещённой с компьютерной томографией (ПЭТ/КТ), 212 человек прошли радионуклидную терапию. За первое полугодие 2013 года помощь получили свыше 3 тысяч пациентов.

## Структура
В штате центра состоят 72 человека: инженеры-радиохимики, инженеры-радиофизики, инженеры-дозиметристы. Функционально в структуру центра входят:
- блок ОФЭКТ;
- блок радионуклидного обеспечения ОФЭКТ (помещения приёма, хранения, фасовки и выдачи радиофармпрепаратов);
- блок ПЭТ/КТ;
- блок радионуклидного обеспечения ПЭТ (циклотрон и лаборатория радиохимии);
- блок палат посуточного и дневного пребывания пациентов, проходящих радионуклидную терапию[6][12].

Радиологический центр возведён в так называемом «медицинском городке» возле дер. Патрушева: там уже размещаются хирургический корпус Тюменской областной клинической больницы, медсанчасть «Нефтяник», Федеральный центр нейрохирургии; также готовится к сдаче в эксплуатацию морфологический центр, ожидается строительство нового главного корпуса Тюменского областного онкодиспансера и нового учебного корпуса Тюменской государственной медицинской академии.
Уникальность Тюменского радиологического центра заключается в том, что это первый в России прецедент, когда и радиоизотопная диагностика, и лечение радиофармпрепаратами сосредоточены внутри одного и того же здания, под общей крышей. Тюменский опыт можно использовать в качестве типового решения для организации последующих центров ядерной медицины.
Здание насчитывает 4 этажа, общая площадь его составляет 7,6 тыс. м². На первом этаже расположены гардероб, регистратура, справочная и инженерно-технические коммуникации, на втором — кабинеты первичного приёма, служебные помещения, блок синтеза радиофармпрепаратов для ПЭТ-диагностики, на третьем — терапевтический палатный блок на 8 коек и диагностический блок с четырьмя томографами для ОФЭКТ- и ПЭТ-диагностики, четвёртый этаж является техническим. Циклотрон расположен в специальном пристрое (каньоне) с толщиной бетонных стен около 1 метра.

## Оказываемая медицинская помощь

Схема распада йода-131

Жители Тюменской области получают помощь в Радиологическом центре по направлению врача бесплатно в рамках полиса обязательного медицинского страхования (ОМС), для жителей других регионов помощь оказывается также по направлению врача в рамках ОМС по межтерриториальным тарифным расчётам. Пациенты поступают главным образом по направлению из Тюменского областного онкодиспансера, тюменского Федерального центра нейрохиругии, Тюменской областной клинической больницы, медсанчасти «Нефтяник», Областной больницы восстановительного лечения.
Центр рассчитан на ежегодное проведение 9 тысяч консультативных приёмов, 8 тысяч процедур ОФЭКТ-диагностики, 4 тысяч процедур ПЭТ/КТ-диагностики и обеспечение более 600 пациентов радионуклидной терапией в стационаре на 12 койкомест.
Свыше 80 % пациентов — онкобольные. Применяются также методики для диагностики кардиологических, неврологических, эндокринологических заболеваний. Радионуклидную терапию получают пациенты с раком щитовидной железы, диффузным токсическим зобом, метастатическим поражением костной системы. Лечение осуществляется радиофармпрепаратами на основе 131I и 153Sm, курс рассчитан на срок до 5 дней. В ближайших планах внедрение таких видов медицинской помощи, как черезбедренная имплантация аортального клапана, гибридное вмешательство и одновременная коррекция сердечно-сосудистых заболеваний.

## Оборудование
Центр оборудован следующими устройствами (все — производства Siemens):
- ОФЭКТ-сканеры — Symbia T2 и Symbia E[1];
- два ПЭТ/КТ-сканера[21] — Biograph 64 TruePoint[1][9];
- циклотрон — Eclipse HP[9];
- модули радиохимического синтеза Siemens Explora FDG4 и Eckert&Ziegler[9].

Радиофармпрепараты на основе короткоживущих изотопов полностью изготавливаются на месте (циклотрон синтезирует 2.1-2.4 мл жидких изотопов за 2 часа), а среднеживущие изотопы доставляются из Обнинска, Москвы и Ульяновской области.